# C/1819 N1 (Großer Komet)
C/1819 N1 (Großer Komet), auch Komet Tralles genannt, ist ein Komet, der im Jahr 1819 mit dem bloßen Auge gesehen werden konnte. Er wird aufgrund seiner großen Helligkeit zu den „Großen Kometen“ gezählt. Er war der erste Komet, dessen Polarisationsmuster beobachtet wurde, was ein wichtiger Schritt zum Verständnis der Zusammensetzung der Kometen war.

## Entdeckung und Beobachtung
Am 26. Juni 1819 war der Komet von der Erde aus gesehen von etwa 4:55 Uhr UT bis 8:32 Uhr UT fast zentral von Süd nach Nord vor der Sonne vorübergegangen. Erstmals entdeckt wurde er am Abend des 1. Juli 1819 von Johann Georg Tralles in Berlin, etwas mehr als 2° über dem nördlichen Horizont und sehr hell. Mehrere unabhängige Entdeckungen erfolgten auch kurz danach in Schottland und England, Johann Elert Bode in Berlin konnte Trallesʼ Entdeckung am folgenden Tag bestätigen. Zwei Tage nach Tralles machte Friedrich Georg Wilhelm Struve in Dorpat eine unabhängige Entdeckung, der Schweif hatte schon eine Länge von einigen Grad. Gegen Ende der ersten Juliwoche hatte der Komet eine Helligkeit von 1 mag und eine Schweiflänge von 7–8°.
Der Komet stand nördlich der Sonne und konnte in der Folge für mehrere Wochen mit bloßem Auge sowohl am Morgen- als auch am Abendhimmel beobachtet werden. Im Juli wurde der Komet von vielen namhaften Astronomen jener Zeit beobachtet, wie Heinrich Wilhelm Olbers in Bremen, Franz Xaver von Zach in Italien, Carl Friedrich Gauß in Göttingen, Friedrich Bernhard Gottfried Nicolai in Mannheim, Johann Franz Encke in Gotha, Alexis Bouvard in Paris, Honoré Flaugergues in Viviers und anderen. Der Komet erschien aber eindrucksvoll genug, um auch von Nicht-Astronomen beobachtet zu werden, so sahen Mitglieder der Yellowstone-Expedition des Stephen Harriman Long den Kometen im Juli 1819 während ihrer Reise zu den Rocky Mountains.
Die Helligkeit des Kometen nahm ständig ab, je mehr er sich von der Sonne entfernte, gegen Mitte August lag sie noch bei 3 mag und sank gegen Ende des Monats unter die Erkennbarkeit mit bloßem Auge. Im September gab es nur wenige Beobachtungen und der Komet wurde nur noch undeutlich wahrgenommen. Im Oktober konnten durch Olbers und Struve noch zwei Positionsbestimmungen vorgenommen werden, die letzte Beobachtung erfolgte schließlich durch Struve am 25. Oktober.
Der Komet erreichte eine maximale Helligkeit von 1 mag.

## Wissenschaftliche Auswertung
Der Große Komet von 1819 nimmt eine besondere Stellung in der Kometenforschung ein, denn er war der erste Komet, dessen Licht durch ein Polarisationsfilter beobachtet wurde. François Arago in Paris beobachtete am 3. Juli 1819 den Schweif des Kometen durch sein neu entwickeltes Polariskop, ein Polarimeter mit einem doppelbrechenden Prisma kombiniert mit einem kleinen Refraktor, und stellte dabei fest, dass das Kometenlicht teilweise polarisiert war. Damit war die Existenz von Staub im Kometenschweif nachgewiesen, denn es deutete darauf hin, dass zumindest ein Teil des Kometenlichts reflektiertes Sonnenlicht war.
Olbers konnte in einer Mitteilung an Bode am 27. Juli erstmals auf den Transit des Kometen vor der Sonnenscheibe hinweisen. Diese Mitteilung wurde 1822 veröffentlicht und mehrere Sonnenbeobachter überprüften daraufhin ihre Aufzeichnungen auf mögliche Beobachtungen des Kometen oder seines Kerns vor der Sonne. Einige wollten tatsächlich etwas Ungewöhnliches beobachtet haben, aber eine eingehendere Prüfung durch John Russell Hind ergab, dass „es sehr unwahrscheinlich erscheint, dass ein Komet vor der Sonnenscheibe wie ein Komet aussieht“, wie es ein Beobachter beschrieb, „viel wahrscheinlicher würde nur der Kern erkennbar sein“.
Die erste parabolische Umlaufbahn für den Kometen wurde bereits im Juli 1819 von Bouvard berechnet. Auch Olbers, Enne Heeren Dirksen und Nicolai hatten solche bestimmt. Hind berechnete 1876 zwar auch parabolische Elemente, hatte aber als erster Veranlassung, auf eine nicht-parabolische Bahn zu schließen, und stellte seine Berechnung einer eingehenderen Untersuchung anheim. Die erste elliptische Umlaufbahn wurde dann 1906 von Henry A. Peck berechnet, der dafür eine Umlaufzeit von etwa 66.500 Jahren bestimmte. Im folgenden Jahr überprüfte er seine Berechnungen und musste eingestehen, dass eine parabolische Bahn die Beobachtungen des Kometen mindestens genauso gut repräsentiert wie mehrere mögliche elliptische Bahnen.

## Umlaufbahn
Für den Kometen konnte aus 400 Beobachtungen über 105 Tage durch Peck eine unsichere parabolische Umlaufbahn bestimmt werden, die um rund 81° gegen die Ekliptik geneigt ist. Die Bahn des Kometen steht damit fast senkrecht zur Bahnebene der Planeten. Im sonnennächsten Punkt der Bahn (Perihel), den der Komet am 28. Juni 1819 durchlaufen hat, befand er sich mit etwa 51,1 Mio. km Sonnenabstand im Bereich innerhalb der Umlaufbahn des Merkur. Bereits am 25. Juni hatte er in etwa 99,9 Mio. km (0,67 AE) Abstand die größte Annäherung an die Erde erreicht. Am 28. Juli folgte noch ein Vorbeigang an der Venus in etwa 124,9 Mio. km Distanz. Nennenswerte Annäherungen an die anderen kleinen Planeten fanden nicht statt.
Insbesondere durch eine Annäherung an den Jupiter am 26. Juni 1819 bis auf etwa 4 ¾ AE wurde die Bahnexzentrizität des Kometen um etwa 0,0003 verringert. Aufgrund der unsicheren Ausgangsdaten kann aber keine Aussage darüber getroffen werden, auf welcher Bahnform er sich jetzt bewegt, und ob und gegebenenfalls wann der Komet in das innere Sonnensystem zurückkehren könnte. Falls er sich ursprünglich auf einer nahezu parabolischen Bahn bewegte, könnte seine Umlaufzeit jetzt weniger als 42.000 Jahre betragen.

## Rezeption in der Literatur
Der Chronist der Romantik Karl August Varnhagen von Ense berichtet in seinen Memoiren von einem Kometen, der von ihm im Jahr 1819 in Baden-Baden beobachtet und als Omen für ein Attentat angesehen wurde. Wahrscheinlich handelte es sich um den Großen Kometen von 1819.